# Testaccio

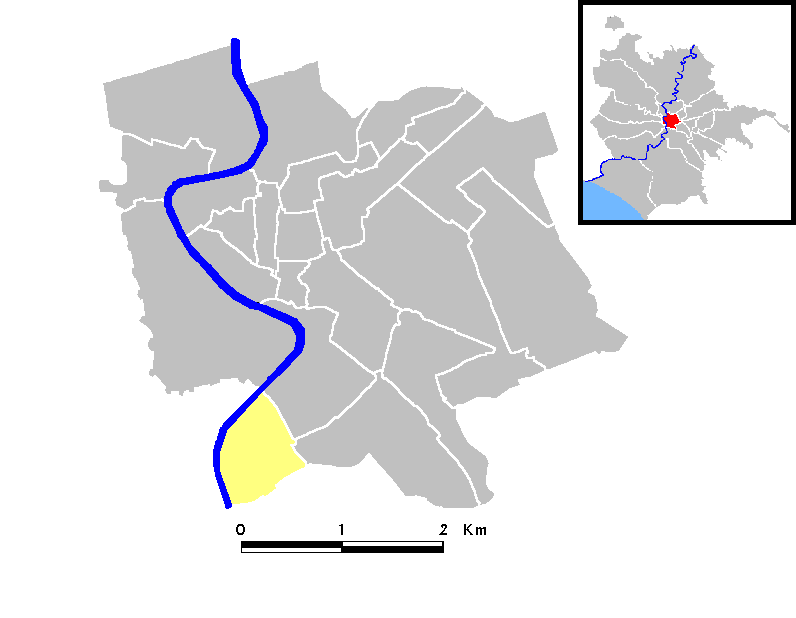
Testaccio

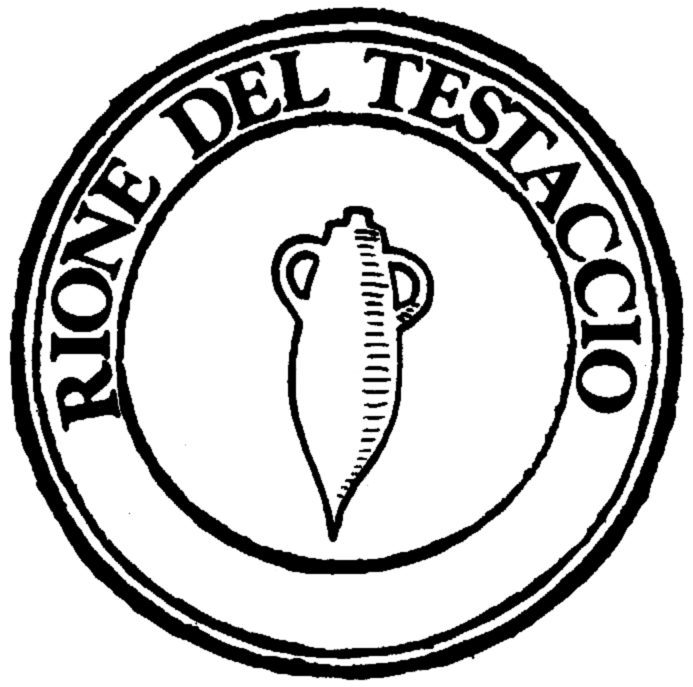
Znak rione Testaccio

Testaccio je XX. římská rione. Zabírá území Monte Testaccio, uměle vytvořeného návrší, které vzniklo ve starověku.

## Historie
Tato čtvrť vznikla roku 1921 vyčleněním z rione Ripa. V novověku zde hlavním řemeslem bylo řeznictví.

## Znak
Na znaku je vyobrazena antická amfora.

## Památky
- Santa Maria Liberatrice
- Cestiova pyramida
- Porta San Paolo